# Meister mit den weißen Inschriften
Als Meister mit den weißen Inschriften (engl. Master of the White Inscriptions) wird ein flämischer Buchmaler bezeichnet, der um 1480 in Flandern tätig war. Der namentlich nicht bekannte Künstler erhielt seinen Notnamen nach den für ihn typischen und ansonsten bei anderen Malern seiner Zeit nicht zu findenden weißfarbigen Schriftzügen auf vielen seiner Bilder.
Er war wohl vor allem auf die Gestaltung von Texten mit geschichtlichem Hintergrund spezialisiert und es sind von ihm einerseits Ausmalungen von Texten antiker Schriftsteller, aber auch von zeitgenössischen Chroniken erhalten. Alle dekorierte er reich mit Bildern, die Ritter und Kämpfe in Bewaffnung, Mode und Hintergrund seiner Zeit darstellen. Es wird vermutet, dass der Meister zum Beispiel auch Werke illustrierte, die von Flandern aus an den Hof des Englischen Königs Edward IV (1442–1483) exportiert wurden, darunter auch Les Fais et les Dis des Romains, eine Übersetzung einer Geschichte des römischen Reichs des Autors Valerius Maximus, übersetzt ins Französische von Simon de Hesdin und Nicholas de Gonesse.
Weiter soll der Meister mit den weißen Inschriften zu den Kupferstichen beigetragen haben, mit denen der Text De Casibus Illustrium Virorum Et Mulierum von Giovanni Boccaccio ausgestaltet wurde. Boccaccios Text aus der Renaissance um 1380 ist eine Sammlung von 106 Biografien bekannter Personen aus Geschichte und Mythologie. Die Buchausgabe, zu der der Meister mit den weißen Inschriften seine Arbeit beitrug, wurde 1476 in Brügge von Colard Mansion herausgegeben. Die Stiche wurden koloriert und in das Buch eingeklebt. Die heute noch erhaltenen Ausgaben des Werkes sind eines der frühesten Beispiele kolorierter Kupferstiche in einem Druckwerk. Es wird davon ausgegangen, dass mehrere Kupferstecher zum Buch beigetragen haben, der Meister des Dresdner Gebetbuches, der Meister der Boccaccio-Bilder und eben der Meister mit den weißen Inschriften.